# Sylwester Ludyga
Sylwester Ludyga (ur. 20 grudnia 1907 w Brzozowicach-Kamieniu, obecnie dzielnicy Piekar Śląskich, zm. 1944 w KL Auschwitz) – działacz socjalistyczny i komunistyczny.
Syn Franciszka i Anastazji z d. Szczygieł. Po ukończeniu szkoły powszechnej pracował dorywczo. W latach 30. mieszkał w Wełnowcu (obecnie dzielnica Katowic). Członek PPS, działacz lewicowej opozycji w tej partii. Organizował demonstracje bezrobotnych przed urzędem gminnym. W 1934 współorganizował Robotniczą Partię Socjalistyczną (RPS), następnie kierował jej oddziałem w Wełnowcu. Korespondował z jej organem prasowym, "Głosem Robotniczym". Kilkakrotnie aresztowany za wydawanie nielegalnych odezw. Po zdelegalizowaniu RPS w 1935 wstąpił do KPP i nadal organizował demonstracje bezrobotnych. W 1942 współorganizował PPR na Górnym Śląsku. Był członkiem Komitetu Okręgowego PPR. Przerzucał ulotki i materiały wybuchowe. 10 sierpnia 1943 został aresztowany i uwięziony w Mysłowicach, skąd przewieziono go do obozu w Auschwitzu, gdzie zginął. Pozostawił żonę i trójkę dzieci.
Imię Sylwestra Ludygi nosiła przed przemianą ustrojową szkoła podstawowa nr 1 w Katowicach przy ul. Jagiellońskiej 18, obecnie im. J. Piłsudskiego.